# Reichsmark de ocupație
Reichsmark-ul de ocupație (germană Reichsmark) au fost bilete și monede ale Birourilor de Credit ale Reichului (germană Reichskreditkassen), emise de Germania nazistă pentru teritoriile ocupate între 1940-1945.

## Istorie
La 3 mai 1940, a fost adoptată o lege privind înființarea caselor de credit ale Reichului, care erau subordonate Reichsbank, unde a fost creată Direcția Generală a Caselor de Credit ale Reichului pentru a le gestiona. La 15 mai 1940, legea a fost completată printr-un decret guvernamental. Departamentul principal era condus de un consiliu administrativ (format din reprezentanți ai Ministerului Economiei, Ministerului Finanțelor, Comandamentului Suprem al Forțelor Armate etc.), care era prezidat de directorul Reichsbank. Competența consiliului includea gestionarea sistemelor monetare din teritoriile ocupate și negocierea cu băncile emitente ale țărilor ocupate și aliate.
Au fost deschise birouri de credit în Polonia, Belgia, Țările de Jos, Iugoslavia, Luxemburg, Franța și alte țări ocupate. La sfârșitul anului 1942, în Europa existau 52 de casierii: 11 în Franța, 5 în Belgia, 1 în Țările de Jos, 1 în Polonia, 2 în Iugoslavia, 2 în Grecia, 30 pe teritoriul ocupat al URSS .
Direcției Generale a Caselor de Credit ale Reichului i s-a încredințat eliberarea și furnizarea de Reichsmark pentru toate casele de credit organizate pe teritoriile țărilor ocupate. Biletele au fost emise în valori de la 50 Reichspfennig până la 50 Reichsmarks, precum și monede de 5 și 10 Reichspfennig. A fost anunțată furnizarea garantată de bilete pentru birourile de împrumut. Cecurile, cambiile, moneda Reichului, valuta străină, bonurile de trezorerie, precum și mărfurile și titlurile de valoare, care se aflau în portofoliul birourilor de credit, serveau drept garanții, în baza cărora casele de credit puteau emite împrumuturi. În realitate, lucrurile nu au mers mai departe decât asigurarea mărcilor de ocupație cu obligații fictive ale trezoreriei. Mărcile de ocupație ale caselor de credit aveau curs legal pe teritoriul tuturor țărilor ocupate sau erau schimbate în băncile locale și sucursalele caselor de credit pentru moneda națională la un curs fix.
În majoritatea țărilor ocupate, moneda națională a fost reținută ca metodă de plată. Cursul mărcii militare în raport cu moneda locală a fost fixat întotdeauna de către ocupanți la un nivel care depășea semnificativ paritatea puterii de cumpărare a valutelor comparate: cursul oficial al mărcii de ocupație în decembrie 1941 = 20 franci francezi = 2,50 franci belgieni = 1,67 coroane norvegiene = 0,75 guldeni olandezi = 2 coroane daneze = 20 dinari sârbești = 60 drahme grecești. În fapt, biletele caselor de credit ale Reichului, într-un anumit sens, au devenit o monedă internațională.
Puterea de cumpărare a Reichsmark-ului de ocupație, atât pe piața controlată de ocupanți, cât și pe piața neagră, a variat în funcție de condițiile locale. În Franța, de exemplu, era mai mare decât în Belgia, în Belgia mai mare decât în Iugoslavia. De regulă, deprecierea monedei s-a produs din direcția vest către est, ceea ce se explică prin raportul dintre diferența, gradul și metodele de jaf a țărilor ocupate, cu numărul emisiunii banilor locali și mărcilor de ocupație.
Diferența accentuată a puterii de cumpărare a mărcii Reichskreditkassen în țările ocupate a provocat speculă. Mărcile au fost folosite de Armata Germană, oficiali ai autorităților de ocupație, comercianți, partizani francezi, serviciile de informații britanice etc.
Întrucât specula cu mărcile de ocupație au subminat moralul armatei și au crescut corupția în rândul autorităților administrative, guvernul german a emis la 9 noiembrie 1942 un ordin prin care se pedepsea delapidarea, transferul și exportul ilegal de mărci Reichskredikassen dintr-o țară în alta. Treptat, pe măsură ce s-au creat sisteme locale de plată, emisiunea de mărci de ocupație a încetat, autoritățile militare germane trecând la finanțarea cheltuielilor lor prin folosirea monedei locale, pe care o primeau în principal sub pretextul rambursării cheltuielilor de ocupație. Confiscarea mărcilor de ocupație nu a fost oficializată prin acte legislative.
Reichsmark-ul de ocupație au fost retras din circulație prin schimbul în monede naționale la un curs forțat. În Franța, Belgia și Țările de Jos, fondurile cheltuite de băncile emitente pentru achiziționarea de mărci de ocupație au fost incluse în „costul ocupației”, iar în Danemarca și Norvegia - în „creditul” acordat de băncile emitente către guvernul german.
Retragerea marcilor Reichskreditkassen a avut loc fără prea multă publicitate, însă, uneori au apărut complicații. De exemplu, în Belgia, perioada de schimb stabilită a fost prea scurtă, drept urmare, Reichsmark-ul de ocupație s-a depreciat foarte mult față de francul belgian. Acest lucru a dus la creșterea speculei și la exportul de mărci în Franța, unde cursul de schimb a fost menținut. A fost necesar un decret privind schimbul nerestricționat de mărci cu francul belgian pe parcursul întregii perioade a războiului. Marca de ocupație, chiar și în acele țări în care emiterea lor a fost întreruptă, a rămas mijloc legal de plată.
Nu există date exacte cu privire la emisiunea mărcilor de ocupație și distribuția acestora pe țări. Conform bilanțului consolidat al caselor de credit ale Reichului, până la sfârșitul anului 1943, emisiunile se ridicau la 712.2 miliarde de mărci de ocupație. Nu există informații despre cantitatea emisă după 1 ianuarie 1944.

## Bancnote
Un singur tip de bancnote a fost emis pentru toate teritoriile ocupate. Bancnotele erau în valoare de 50 Reichspfennig, 1, 2, 5, 20, 50 de mărci. 
| Imagine | Denumire         | Dimensiuni (mm) | Culoare principală | Descriere                                                                               | Descriere           | Descriere | Data eliberare în circulație                     |
| Imagine | Denumire         | Dimensiuni (mm) | Culoare principală | Partea frontală                                                                         | Partea din spate    | Filigran | Data eliberare în circulație                     |
| ------- | ---------------- | --------------- | ------------------ | --------------------------------------------------------------------------------------- | ------------------- | --- | ------------------------------------------------ |
| </img>  | 50 Reichspfennig | 90x57 mm        | verde              | denumire                                                                                | denumire            | nu există date | nu există date                                   |
| </img>  | 1 Reichsmark     | 95x60 mm        | roșu               | denumire                                                                                | denumire            | nu există date | nu există date                                   |
| </img>  | 2 Reichsmark     | 110x65 mm       | gri                | denumire                                                                                | denumire            | stele | nu există date                                   |
| </img>  | 5 Reichsmark     | 125x70 mm       | gri-albastru       | Portretele unui țăran și al unui muncitor                                               | Neue Wache          | prin întreaga bancnotă într-o cușcă oblică cu pas de 12 mm. În fiecare celulă, o pictogramă albă asemănătoare cu litera „F”, în poziții diferite. | nu a fost găsit (nu este listat). Probabil 1942. |
| </img>  | 20 Reichsmark    | 155x80 mm       | Roșu maro          | Albrecht Dürer . Portretul unui arhitect (de la o schiță cu pensulă și stilou din 1506) | Poarta Brandenburg  | nu există date | 1940                                             |
| </img>  | 50 Reichsmark    | 170x85 mm       | roșu verde         | nu există date                                                                          | Castelul Marienburg | nu există date | nu există date                                   |

## Monede
În 1940 și 1941, au fost bătute monede de 5 și 10 Reichspfennig   .
| Avers | Revers | Valoare          | Diametru | Greutate | Grosime | Metal | Ani de batere | Tiraj     | Monetării           |
| ----- | ------ | ---------------- | -------- | -------- | ------- | ----- | ------------- | --------- | ------------------- |
|       |        | 5 Reichspfennig  | 19 mm    | 2.5 g    | 1.7 mm  | Zinc  | 1940-1941     | 5.465.000 | A, B, D, E, F, G, J |
|       |        | 10 Reichspfennig | 21 mm    | 3.3 g    | 2 mm    | Zinc  | 1940-1941     | 1.350.002 | A, B, D, E, F, G, J |

## Literatură
- Алексеев А.М. Военные финансы капиталистических государств. — 2-е изд., доп. — М.: ГИПЛ, 1952. — 505 с.
- Сенилов Б. В. Очерк третий. Эмиссии военных денег Японии в Китае и странах Юго-Восточной Азии и Тихого океана // Военные деньги Второй мировой войны. — М.: Финансы и статистика, 1991. — С. 53—57. — 128 с. — ISBN 5-279-00488-X.
- Cuhaj G., Michael T., Miller H. Standard Catalog of World Coins 1901-2000. — 39-е изд. — Iola: Krause Publications, 2011. — 2345 с. — ISBN 978-1-4402-1172-8.
- Cuhaj G.S. Standard Catalog of World Paper Money. General Issues 1368—1960. — 12-е изд. — Iola: Krause Publications, 2008. — 1223 с. — ISBN 978-0-89689-730-4.